# Legge Prodi
La legge 3 aprile 1979, n. 95 (anche legge Prodi, dal nome del suo promotore, come ministro dell'Industria, Romano Prodi) è una legge italiana per la regolamentazione della procedura di amministrazione straordinaria delle grandi imprese in crisi.
La legge nacque in un periodo di difficoltà per molte aziende italiane, volta ad evitare una possibile catena di fallimenti che avrebbe condizionato l'economia del paese, prevedendo una nuova procedura in sostituzione di quella prevista dal diritto fallimentare italiano, con quindi la possibilità di continuare l'esercizio dell'impresa. Venne abrogata nel 1999, con l'intervento dello stesso Prodi (questa volta come presidente del Consiglio dei ministri), su sollecitazione europea per rispetto del principio concorrenziale di non assistenza statale alle imprese, con l'approvazione del d.lgs. 8 luglio 1999, n. 270.
I soggetti che rientravano nell'ambito della normativa sono state le imprese commerciali che abbiano avuto per almeno un anno un numero di dipendenti superiore a trecento (ai sensi del D.lgs.lgt. 9 novembre 1945, n. 788, e successive integrazioni e modificazioni), che si trovino in stato di insolvenza, con mancato pagamento di tre mensilità, con una determinata esposizione debitoria (in particolare, di cui al D.M. 26 aprile 1983 e l'art. 4 della legge 19 dicembre 1983, n. 696).